# Aleksandar-Nikolić-Halle
Die Aleksandar-Nikolić-Halle (serbisch-kyrillisch Хала Александар Николић, Hala Aleksandar Nikolić) ist eine Mehrzweckhalle im Stadtbezirk Palilula der serbischen Hauptstadt Belgrad, im Norden der Stadt. Es ist die Heimspielstätte der drei Basketballvereine KK Partizan Belgrad, KK Roter Stern Belgrad und des OKK Belgrad. Bis Februar 2016 trug die Veranstaltungsstätte den Namen Pionir-Halle (serbisch-kyrillisch Хала Пионир, Hala Pionir).

## Geschichte

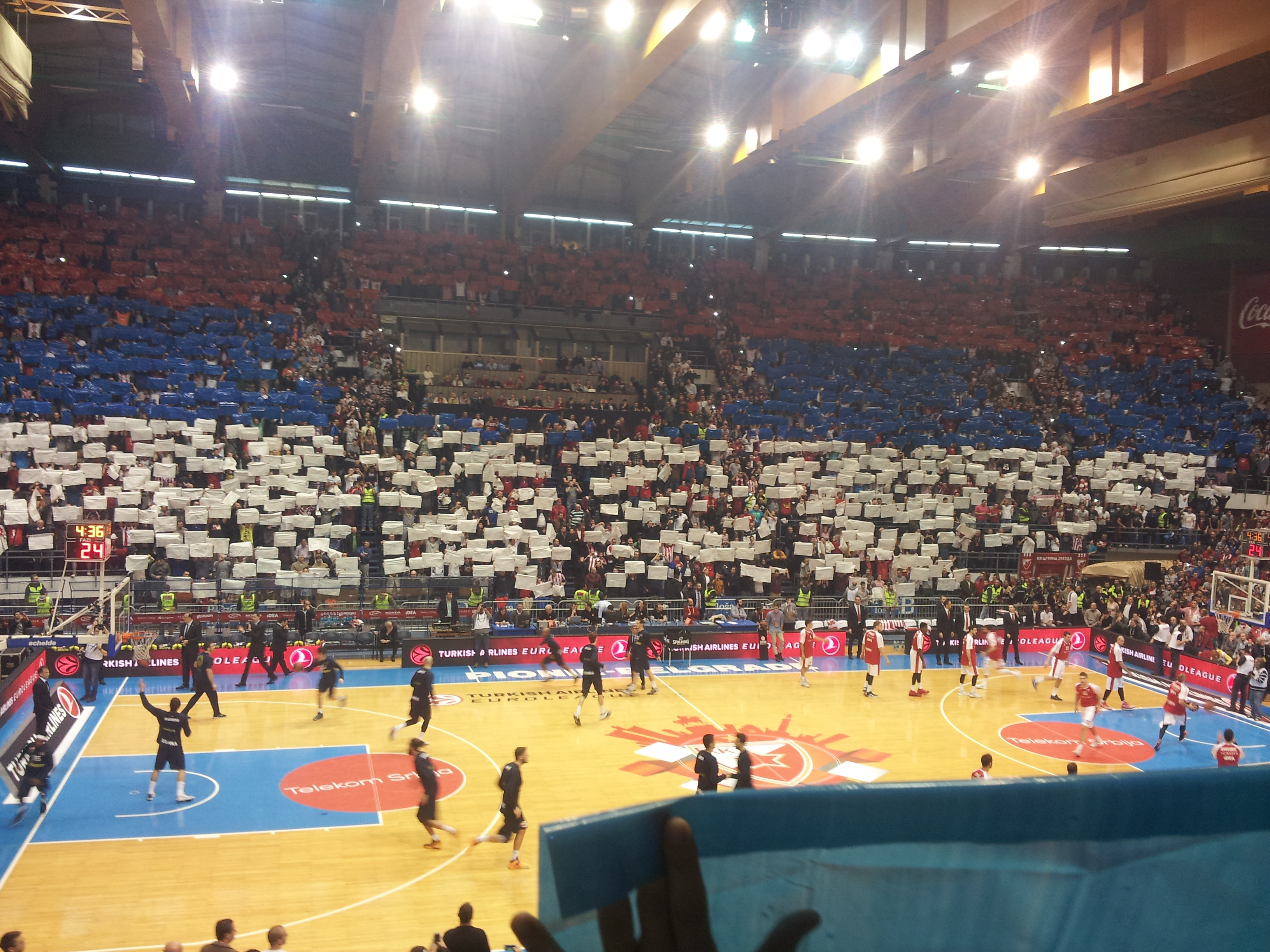
Vor dem EuroLeague-Spiel der Zwischenrunde zwischen dem KK Roter Stern Belgrad und Fenerbahçe Ülker (65:88) am 8. Januar 2016

Die Halle wurde am 24. Mai 1973 eröffnet und gehört zum Sport- und Freizeitzentrum Tašmajdan (serbisch Спортско-рекреациони центар Ташмајдан Sportsko-rekreativni centar Tašmajdan) im Tašmajdan Park. Zu dieser 1958 eröffneten Einrichtung gehören u. a. das Stadion Tašmajdan, ein Frei- und ein Hallenbad, ein Restaurant und das Hotel Tas, eine Bowlingbahn, ein Fitnessstudio und die Eissporthalle Ledena dvorana Pionir. Die Hala Aleksandar Nikolić war bis zur Eröffnung der Belgrad-Arena 2004 die größte Veranstaltungshalle der Stadt. 
Die Arena war über die Jahre Austragungsort sportlicher Veranstaltungen, hauptsächlich Basketball, und zahlreicher Konzerte. Im Jahr 1977 fand das Finale des Basketball-Europapokals der Landesmeister zwischen Maccabi Tel Aviv aus Israel und den Italienern Mobilgirgi Varese statt. Maccabi bezwang Varese mit 78:77 Punkten. Das Finale im Saporta Cup 1998 wurde nach Belgrad vergeben. Der litauische Verein Žalgiris Kaunas besiegte den italienischen Vertreter Stefanel Milan mit 82:67 Punkten. Bei der Basketball-Europameisterschaft 2005 wurden in der Arena Vorrundenspiele der Gruppe C mit dem späteren Europameister Griechenland, Slowenien, Frankreich sowie Bosnien und Herzegowina ausgetragen. 2011 war die Halle Hauptspielort, darunter die Halbfinale und das Endspiel, der Volleyball-Europameisterschaft der Damen. Die Halle war einer von fünf Spielorte der Handball-Europameisterschaft der Männer 2012 sowie eine der vier der Handball-Europameisterschaft der Frauen 2012.
Am 23. Februar 2016 wurde die Pionir-Halle, auf Initiative von Božidar Maljković zum Gedenken an den früheren Basketballspieler und -trainer Aleksandar „Aca“ Nikolić (1924–2000), in Aleksandar-Nikolić-Halle umbenannt.
Aufgrund der Sicherheitslage durch den Terrorangriff der Hamas auf Israel entschied die EuroLeague am 24. Oktober 2023, dass Maccabi Playtika Tel Aviv seine Heimspiele der EuroLeague 2023/24 ab November des Jahres in der Aleksandar-Nikolić-Halle austrägt. Auch in der Saison 2024/25 wird Maccabi seine EuroLeague-Heimspiele in Belgrad austragen.